# Pearl Jam
Pearl Jam američki je rock-sastav osnovan 1990. u Seattleu. Originalna i prva postava sastava sastojala se od Eddieja Veddera (vokal), Jeffa Amenta (bas), Stonea Gossarda (gitara), Mikea McCreadya (vodeća gitara) i Davea Krusena (bubnjevi). Današnji je bubnjar Pearl Jama Matt Cameron i ušao je u sastav 1998. nakon raspada njegova bivšeg sastava Soundgarden.

## Povijest sastava
Pravi začetnici Pearl Jama su Stone Gossard i Jeff Ament koji su nakon raspada sastava Mother Love Bone i smrti njihovog vokala Andrew Wooda odlučili okrenuti novu ploču u svom životu i osnovati novi sastav. Ubrzo nakon osnutka sastav probija u svijet mainstream glazbe sa svojim prvim albumom "Ten". I tako su postali jedan od ključnih sastava u grunge pokretu i općenito jedan od vodećih u svijetu rocka 90-ih godina te tako bacali pljuske svima koji su ih nazivali korporacijsko-alternativnim smećem iako su radili manje spotova od ostalih grunge sastava. Bili su poznati po tome da su ulazili u česte sukobe s izdavačkim kućama jer su odbijali raditi glazbene spotove za svoja sljedeća tri albuma što je tada bilo nezamislivo, no oni su i dalje rušili svjetske ljestvice po prodaji albuma i broju emitiranja njihovih pjesama na radio stanicama. Kako bi pljuska velikim korporacijama bila još veća Pearl Jam je ušao u sukob s TicketMasterom, najvećim tadašnjim organizatorom koncerata. Rolling Stone ih je u to vrijeme opisao kao sastav koji "provodi previše vremena kopajući sam sebi grob".
Danas se sa sigurnošću može reći da je Pearl Jam 90.-ih godina bio najpopularniji sastav u Americi uz Nirvanu. Od osnutka pa sve do danas sastav je prodao preko 35 milijuna ploča samo u Americi i oko 70 milijuna diljem cijelog planeta. Pearl Jam je zasjenio sve alternativne glazbene izvođače i napravio je najveći proboj nekog alternativnog izvođača u svijet glazbe do danas te nije niti čudno da se za Pearl Jam govori da je najutjecajniji sastav 90-ih u žanru rocka i šire. Pearl Jam i dalje nastavlja raditi hvale vrijedne albume i puniti dvorane i stadione na svjetskim turnejama te iz dana u dan izrasta u sve veći sastav, a što je još važnije i dalje se drže svojih marketinških principa.

## Diskografija

### Studijski albumi
- Ten (1991.)
- Vs. (1993.)
- Vitalogy (1994.)
- No Code (1996.)
- Yield (1998.)
- Binaural (2000.)
- Riot Act (2002.)
- Pearl Jam (2006.)
- Backspacer (2009.)
- Lightning Bolt (2013.)
- Gigaton (2020.)
- Dark Matter (2024.)

### Kompilacije
- Lost Dogs (2003.)
- Rearviewmirror (2004.)

### Live albumi
- Live on 2 Legs (1998.)
- Live at Benaroya Hall (2004.)
- Live at Easy Street (2006.)
- Live at the Gorge (2007.)

## Vanjske poveznice
- Pearl Jam - službena stranica sastava
- Pearl Jam na MySpaceu
- Pearl Jam na Last.fm
- Pearl Jam diskografija - možete naći svaki ikada izdani album od Pearl Jama
- Pearl Jam Wiki - enciklopedija sastava napravljena od strane fanova
- Pearl Jam koncertna kronologija  Arhivirana inačica izvorne stranice od 18. svibnja 2021. (Wayback Machine) - od 1990. do 2007.
- Pearl Jam tabulature - izvrsna baza podataka s Pearl Jamovim tabulaturama